# Maori (socken)
Maori (kinesiska: 毛日乡, 毛日) är en socken i Kina. Den ligger i provinsen Sichuan, i den sydvästra delen av landet, omkring 250 kilometer nordväst om provinshuvudstaden Chengdu. Antalet invånare är 2 234. Befolkningen består av 1 106 kvinnor och 1 128 män. Barn under 15 år utgör 28,0 %, vuxna 15-64 år 65 %, och äldre över 65 år 6,0 %.
Genomsnittlig årsnederbörd är 988 millimeter. Den regnigaste månaden är juni, med i genomsnitt 215 mm nederbörd, och den torraste är december, med 2 mm nederbörd.